# Parque nacional de Mae Charim
El parque nacional de Mae Charim (en tailandés, อุทยานแห่งชาติแม่จริม), también conocido como Mae Jarim, es un área protegida del norte de Tailandia, en la provincia de Nan. Se extiende por una superficie de 432 kilómetros cuadrados. El parque fue establecido en 2007.
El río Wa, un río popular para hacer rafting de aguas bravas entre julio y diciembre, atraviesa el parque. Forma parte de la ecorregión pluvisilva montana de Luang Prabang.
Está formado por una serie de bosques y reservas naturales. La mayor parte cubre una superficie de 434 kilómetros cuadrados en Amphoe Mae Charim y Amphoe Wiang Sa. Presenta un accidentado paisaje montañoso, con su altitud de entre 300 y 1.652 m s. n. m., la cordillera de Luang Phra Bang queda en la frontera entre Laos y Tailandia denorte a sur. Con 1.652 m s. n. m., el Doi Khun Lan es el más alto dentro del perímetro del parque. El parque se encuentra en la parte occidental de esta cordillera. 